# Bothromus minoris
Bothromus minoris là một loài tò vò trong họ Ichneumonidae.